# Emil Gal
Pour les articles homonymes, voir Gal.
Emil Gal, né le 6 juin 1898 et mort le 28 avril 1960, est un acteur soviétique.

## Biographie
Sa femme était l'actrice Olga Beyul.
Il est enterré au cimetière Bogoslovskoïe.

## Filmographie sélective
- 1925 : Les Michkas contre Ioudenitch : le photographe
- 1926 : La Roue du diable : Coco
- 1926 : Le Manteau : le tailleur
- 1929 : Débris de l'empire (Обломок империи, Oblomok imperi) de Friedrich Ermler
- 1935 : Frontière de Mikhail Dubson
- 1941 : Mascarade : Shprih